# شاردلو
شاردلو (به انگلیسی: Shardlow) یک روستا در بریتانیا است که در Shardlow and Great Wilne واقع شده‌است.